# Simon Schütz
Simon Schütz (* 9. November 1997 in Regensburg) ist ein deutscher Eishockeyspieler, der seit Juli 2025 bei den Kassel Huskies aus der DEL2 unter Vertrag steht und dort auf der Position des Verteidigers spielt. Zuvor war Schütz unter anderem für den ERC Ingolstadt in der Deutschen Eishockey Liga (DEL) aktiv.

## Karriere

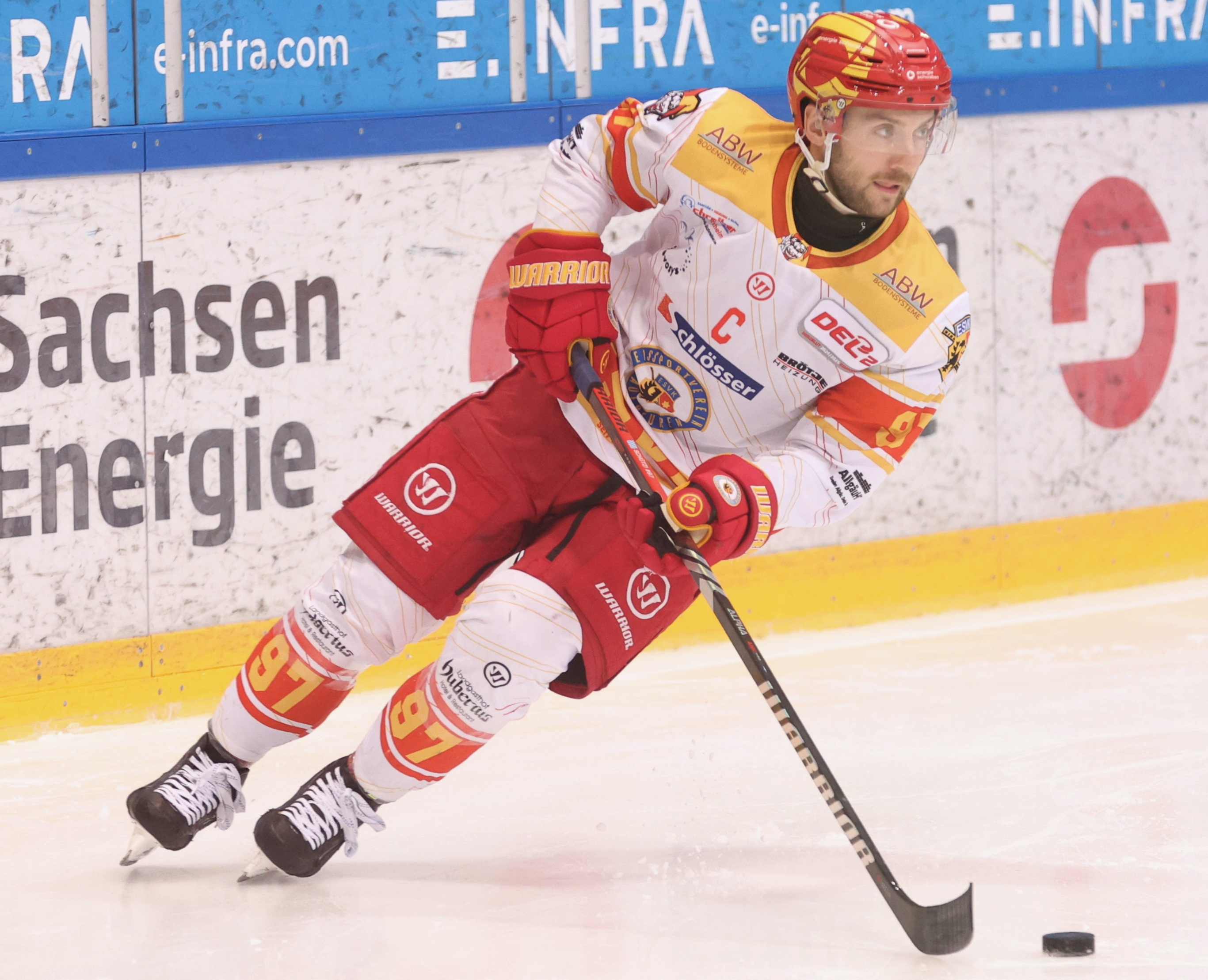
Schütz im Trikot des ESV Kaufbeuren (2024)

Schütz begann seine Karriere in der Nachwuchsabteilung seines Heimatklubs EV Regensburg. Dort durchschritt der Verteidiger alle Nachwuchsklassen und schwang sich zu einem der größten deutschen Talente auf. Sein Debüt in der Oberliga-Mannschaft der Regensburger gab er im Verlauf der Saison 2013/14. Ab diesem Zeitpunkt spielte er für drei Spielzeiten parallel in der Deutschen Nachwuchsliga (DNL), in die er mit der U18-Mannschaft im Frühjahr 2012 aufgestiegen war, und der Oberliga.
Vor der Saison 2015/16 wurde Schütz vom ERC Ingolstadt aus der Deutschen Eishockey Liga (DEL) unter Vertrag genommen. Zunächst wurde der Abwehrspieler mittels einer Förderlizenz weiterhin in Regensburg in der Oberliga sowie beim ESV Kaufbeuren in der DEL2 eingesetzt. Ab dem folgenden Spieljahr lief er mit der Ausnahmespielgenehmigung nur noch für Kaufbeuren auf, während er fortan zum erweiterten DEL-Kader des ERC Ingolstadt gehörte. Dort debütierte er schließlich im Januar 2017. Es folgten zwei weitere Spielzeiten, in denen er zwischen Ingolstadt und Kaufbeuren pendelte.
Zwischen 2019 und 2021 spielte Schütz ausschließlich in der DEL für den ERC, erhielt aber meist nicht mehr als zehn Minuten Eiszeit pro Spiel. Daher entschied der Defensivspieler sich im August 2021, einen Vertrag beim ESVK in der DEL2 zu unterschreiben. Dort avancierte er in der Folge zu einem der konstantesten Verteidigern der Liga mit stets hohen Plus/Minus-Bilanzen, bis er den Verein nach der Spielzeit 2024/25 verließ und zum Ligarivalen Kassel Huskies wechselte.

### International
Auf internationaler Ebene kam Schütz ab der Spielzeit 2012/13 für die Juniorennationalmannschaften des Deutschen Eishockey-Bundes zu Einsätzen. In der Folge absolvierte er die World U-17 Hockey Challenge im Januar 2014 und mit der deutschen U18-Auswahl die U18-Junioren-Weltmeisterschaften der Jahre 2014 und 2015. Danach spielte der Verteidiger mit dem deutschen U20-Nationalteam bei den U20-Junioren-Weltmeisterschaften der Division IA in den Jahren 2016 und 2017. Bei seiner zweiten Teilnahme in dieser Altersklasse führte er den deutschen Kader als Mannschaftskapitän an.

## Erfolge und Auszeichnungen
- 2012 Deutscher Jugendmeister und Aufstieg in die DNL mit dem EV Regensburg

## Karrierestatistik
Stand: Ende der Saison 2024/25

### International
Vertrat Deutschland bei:
| - World U-17 Hockey Challenge Januar 2014 - U18-Junioren-Weltmeisterschaft 2014 - U18-Junioren-Weltmeisterschaft 2015 | - U20-Junioren-Weltmeisterschaft der Division IA 2016 - U20-Junioren-Weltmeisterschaft der Division IA 2017 |

(Legende zur Spielerstatistik: Sp oder GP = absolvierte Spiele; T oder G = erzielte Tore; V oder A = erzielte Assists; Pkt oder Pts = erzielte Scorerpunkte; SM oder PIM = erhaltene Strafminuten; +/− = Plus/Minus-Bilanz; PP = erzielte Überzahltore; SH = erzielte Unterzahltore; GW = erzielte Siegtore; 1 Play-downs/Relegation; Kursiv: Statistik nicht vollständig)